# Васильев, Валерий Юрьевич
Валерий Юрьевич Васильев (род. 17 марта 1990, Тольятти, Куйбышевская область) — российский хоккеист, защитник.

## Биография
Начинал заниматься хоккеем в школе тольяттинской «Лады». В начале 2000-х переехал в Москву, играл за юношеские команды «Динамо» и «Спартака». В первенстве России дебютировал в сезоне 2006/07 первой лиги в составе «Динамо-2», затем перешёл в «Ладу-2». В следующем сезоне сыграл 8 матчей за «Ладу» в Суперлиге, сезон 2008/09 отыграл в КХЛ. 24 августа 2009 года подписал однолетний контракт с ярославским «Локомотивом». Сыграл один матч в КХЛ и 12 — за «Локо» в МХЛ и 30 октября вернулся в «Ладу». В январе 2010 года вместе с 11 хоккеистами клуба подал заявление в КХЛ с просьбой разорвать контракт из-за невыполнения «Ладой» финансовых обязательств, но продолжил выступать за команду, переведённую со следующего сезона в ВХЛ. По ходу сезона 2011/12 перешёл в клуб чемпионата Украины «Донбасс-2». Со следующего сезона в течение восьми лет играл за клубы ВХЛ «Сарыарка» (2012/13), «Дизель» (2012/13, 2017/18), «Ижсталь» (2013/14), «Ариада» (2014/15),
«Рязань» (2015/16, 2018/19), «Динамо» СПб (2016/17), «Молот-Прикамье» (2019/20). В мае 2015 года подписал контракт с новокузнецким «Металлургом», но 28 июля покинул клуб по результатам учебно-тренировочного сбора. Провёл три матча за белорусский клуб «Юность-Минск» в Лиге чемпионов 2016/17. После сезона 2020/21, проведённого в клубе чемпионата Казахстана «Бейбарыс», завершил карьеру.
Серебряный призёр чемпионата мира среди юниоров 2008. Победитель хоккейного турнира зимней Универсиады 2015.